# يقطوم
يقطوم (الاسم العلمي:Telephium) هي جنس نباتي يتبع الفصيلة القرنفلية من رتبة القرنفليات.

## أنواع اليقطوم
يوجد عدة أنواع من جنس اليقطوم:	
- يقطوم شائع (الاسم العلمي: Telephium imperati)
- يقطوم مشرقي (الاسم العلمي: Telephium orientale)
- يقطوم أبيض (الاسم العلمي: Telephium album)
- يقطوم متبادل الأوراق (الاسم العلمي: Telephium alternifolium)
- يقطوم باربياني (الاسم العلمي: Telephium barbeyanum)
- يقطوم صوفي أزرق (الاسم العلمي: Telephium eriglaucum)
- يقطوم صغير (الاسم العلمي: Telephium exiguum)
- يقطوم غدي (الاسم العلمي: Telephium glandulosum)
- يقطوم رخو الأزهار (الاسم العلمي: Telephium laxiflorum)
- يقطوم أكبر (الاسم العلمي: Telephium maximum)
- يقطوم قليل البذور (الاسم العلمي: Telephium oligospermum)
- يقطوم متقابل الأوراق (الاسم العلمي: Telephium oppositifolium)
- يقطوم أرجواني (الاسم العلمي: Telephium purpureum)
- يقطوم زاحف (الاسم العلمي: Telephium repens)
- يقطوم كروي البذور (الاسم العلمي: Telephium sphaerospermum)
- يقطوم ثلاثي الأوراق (الاسم العلمي: Telephium triphyllum)